# کاوانگو غربی
کاوانگو غربی (به لاتین: Kavango West) یکی از منطقه‌های نامیبیا است که در شمال این کشور واقع شده‌است.